# Major League Soccer 2010
Major League Soccer 2010 byl 15. ročník soutěže Major League Soccer působící ve Spojených státech amerických a v Kanadě. Základní část vyhrál tým Los Angeles Galaxy, playoff a celou MLS vyhrál poprvé Colorado Rapids.

## Změny
- Do ligy vstoupil tým Philadelphia Union, který přistoupil do Východní konference.
- Bylo upraveno pravidlo Designated Player (hráčů nad rámec platového stropu).
  - Každý tým mohl podepsat dva hráče nad rámec platového stropu. Mohli podepsat i třetího, ale za poplatek ve výši 250 tisíc USD, které byly rozděleny mezi ostatní týmy ligy.
  - Každý DP se do celkového platového stropu započítával ve výši 335 tisíc USD (oproti předchozím 415 tisícům).
  - Tým, který v průběhu sezony prodá DP hráče, dostane finanční kompenzaci.
  - Týmy nemohou obchodovat s nevyužitými místy pro DP. New York Red Bulls obdrželi kompenzaci 70 tisíc USD, jelikož předtím koupili jedno místo na DP od CD Chivas USA.

## Formát soutěže
- Sezona proběhla od 25. března do 21. listopadu s přestávkou od 10. června do 25. června kvůli Mistrovství světa.
- Šestnáct týmů bylo rozděleno do dvou konferencí po osmi týmech. Každý klub odehrál 30 utkání (15 doma, 15 venku), odehrál dva zápasy s každým týmem (jednou doma, jednou venku). Poprvé v historii ligy tak měla liga vybalancovaný program.
- Dva nejlepší týmy z každé konference postoupily do playoff. Následně postoupily čtyři týmy s nejvyšším počtem bodů, nezáleže na konferenci. Semifinále konferencí byla hrána na dvě utkání, postupoval tým s vyšším počtem vstřelených gólů. Konferenční finále i finále ligy byla hrána na jedno utkání. V případě nerozhodného výsledku bylo utkání prodlouženo o 2×15 minut, v případě potřeby o penalty. V soutěži se neuplatňovalo pravidlo venkovních gólů.
- Tým s nejvyšším počtem bodů po základní části získal MLS Supporters' Shield a kvalifikoval se do Ligy mistrů. Další místa v LM získal vítěz MLS Cupu, druhý nejlepší tým základní části a vítěz US Open Cupu. V případě, že se tým kvalifikuje ze dvou různých soutěží (např. vyhraje Supporters' Shield a Open Cup), do LM postupuje i nejlépe postavený tým, který se předtím nekvalifikoval (např. třetí tým MLS). Stejná věc se aplikuje v případě obsazení místa pro postup do LM týmem z Kanady (Toronto), který se nemůže kvalifikovat z americké soutěže, musí z domácího Canadian Championship.
- Nejlepší čtyři týmy základní části (nezáleží na konferenci), které se nekvalifikovaly do LM, postoupilo do North American SuperLigy.
- Šest nejlepších týmů základní části získalo automaticky místo v hlavní části US Open Cupu, zbytek musel projít kvalifikací.

## Základní část

### Západní konference
| Poř. | Tým                  | Z  | V  | R  | P  | VG | OG | B  |
| ---- | -------------------- | -- | -- | -- | -- | -- | -- | -- |
| 1.   | Los Angeles Galaxy   | 30 | 18 | 5  | 7  | 44 | 26 | 59 |
| 2.   | Real Salt Lake       | 30 | 15 | 11 | 4  | 45 | 20 | 56 |
| 3.   | FC Dallas            | 30 | 12 | 14 | 4  | 42 | 28 | 50 |
| 4.   | Seattle Sounders FC  | 30 | 14 | 6  | 10 | 39 | 35 | 48 |
| 5.   | Colorado Rapids      | 30 | 12 | 10 | 8  | 44 | 32 | 46 |
| 6.   | San Jose Earthquakes | 30 | 13 | 7  | 10 | 34 | 33 | 46 |
| 7.   | Houston Dynamo       | 30 | 9  | 6  | 15 | 40 | 49 | 33 |
| 8.   | CD Chivas USA        | 30 | 8  | 4  | 18 | 31 | 45 | 28 |

|  | Postup do playoff |

### Východní konference
| Poř. | Tým                    | Z  | V  | R | P  | VG | OG | B  |
| ---- | ---------------------- | -- | -- | - | -- | -- | -- | -- |
| 1.   | New York Red Bulls     | 30 | 15 | 6 | 9  | 38 | 29 | 51 |
| 2.   | Columbus Crew          | 30 | 14 | 8 | 8  | 40 | 34 | 50 |
| 3.   | Kansas City Wizards    | 30 | 11 | 6 | 13 | 36 | 35 | 39 |
| 4.   | Chicago Fire           | 30 | 9  | 9 | 12 | 37 | 38 | 36 |
| 5.   | Toronto FC             | 30 | 9  | 8 | 13 | 33 | 41 | 35 |
| 6.   | New England Revolution | 30 | 9  | 5 | 16 | 32 | 50 | 32 |
| 7.   | Philadelphia Union     | 30 | 8  | 7 | 15 | 35 | 49 | 31 |
| 8.   | D.C. United            | 30 | 6  | 4 | 20 | 21 | 47 | 22 |

|  | Postup do playoff |

### Celkové pořadí
| Poř. | Tým                     | Z  | V  | R  | P  | VG | OG | B  |
| ---- | ----------------------- | -- | -- | -- | -- | -- | -- | -- |
| 1.   | Los Angeles Galaxy (C)  | 30 | 18 | 5  | 7  | 44 | 26 | 59 |
| 2.   | Real Salt Lake          | 30 | 15 | 11 | 4  | 45 | 20 | 56 |
| 3.   | New York Red Bulls      | 30 | 15 | 6  | 9  | 38 | 29 | 51 |
| 4.   | FC Dallas               | 30 | 12 | 14 | 4  | 42 | 28 | 50 |
| 5.   | Columbus Crew           | 30 | 14 | 8  | 8  | 40 | 34 | 50 |
| 6.   | Seattle Sounders FC (P) | 30 | 14 | 6  | 10 | 39 | 35 | 48 |
| 7.   | Colorado Rapids         | 30 | 12 | 10 | 8  | 44 | 32 | 46 |
| 8.   | San Jose Earthquakes    | 30 | 13 | 7  | 10 | 34 | 33 | 46 |
| 9.   | Kansas City Wizards     | 30 | 11 | 6  | 13 | 36 | 35 | 39 |
| 10.  | Chicago Fire            | 30 | 9  | 9  | 12 | 37 | 38 | 36 |
| 11.  | Toronto FC (CC)         | 30 | 9  | 8  | 13 | 33 | 41 | 35 |
| 12.  | Houston Dynamo          | 30 | 9  | 6  | 15 | 40 | 49 | 33 |
| 13.  | New England Revolution  | 30 | 9  | 5  | 16 | 32 | 50 | 32 |
| 14.  | Philadelphia Union      | 30 | 8  | 7  | 15 | 35 | 49 | 31 |
| 15.  | CD Chivas USA           | 30 | 8  | 4  | 18 | 31 | 45 | 28 |
| 16.  | D.C. United             | 30 | 6  | 4  | 20 | 21 | 47 | 22 |

Vysvětlivky: (C) – vítěz MLS Supporters' Shield, (P) – vítěz US Open Cup, (CC) – vítěz Canadian Championship
|  | Postup do základní skupiny Ligy mistrů CONCACAF 2011/12                       |
|  | Postup do předkola Ligy mistrů CONCACAF 2011/12                               |
|  | Vítěz Canadian Championship – postup do předkola Ligy mistrů CONCACAF 2010/11 |
|  | Postup do North American SuperLiga 2011                                       |

## Playoff
|  | Čtvrtfinále          | Čtvrtfinále     |                      |        | Semifinále | Semifinále |  |  | Finále | Finále |
|  | Západní konference   |                 |                      |        |            |            |  |  |        |        |
|  |                      |                 |                      |        |            |            |  |  |        |        |
|  | Los Angeles Galaxy   | 1 \| 2          |                      |        |            |            |  |  |        |        |
|  | Los Angeles Galaxy   | 1 \| 2          |                      |        |            |            |  |  |        |        |
|  | Seattle Sounders FC  | 0 \| 1          |                      |        |            |            |  |  |        |        |
|  | Seattle Sounders FC  | 0 \| 1          | Los Angeles Galaxy   | 0      |            |            |  |  |        |        |
|  |                      |                 | Los Angeles Galaxy   | 0      |            |            |  |  |        |        |
|  |                      | FC Dallas       | 3                    |        |            |            |  |  |        |        |
|  | Real Salt Lake       | FC Dallas       | 3                    | 1 \| 1 |            |            |  |  |        |        |
|  | Real Salt Lake       |                 |                      | 1 \| 1 |            |            |  |  |        |        |
|  | FC Dallas            | 2 \| 1          |                      |        |            |            |  |  |        |        |
|  | FC Dallas            | 2 \| 1          | FC Dallas            | 1      |            |            |  |  |        |        |
|  | Východní konference  |                 | FC Dallas            | 1      |            |            |  |  |        |        |
|  |                      | Colorado Rapids | 2                    |        |            |            |  |  |        |        |
|  | New York Red Bulls   | Colorado Rapids | 2                    | 1 \| 1 |            |            |  |  |        |        |
|  | New York Red Bulls   |                 |                      | 1 \| 1 |            |            |  |  |        |        |
|  | San Jose Earthquakes | 0 \| 3          |                      |        |            |            |  |  |        |        |
|  | San Jose Earthquakes | 0 \| 3          | San Jose Earthquakes | 0      |            |            |  |  |        |        |
|  |                      |                 | San Jose Earthquakes | 0      |            |            |  |  |        |        |
|  |                      | Colorado Rapids | 1                    |        |            |            |  |  |        |        |
|  | Columbus Crew        | Colorado Rapids | 1                    | 0 \| 2 |            |            |  |  |        |        |
|  | Columbus Crew        |                 |                      | 0 \| 2 |            |            |  |  |        |        |
|  | Colorado Rapids      | 1 \| 1          |                      |        |            |            |  |  |        |        |
|  | Colorado Rapids      | 1 \| 1          |                      |        |            |            |  |  |        |        |

### Finále
| 21. listopadu 2010 |     |                                        |                                                                       |
| FC Dallas          | 1:2 | Colorado Rapids                        | BMO Field, Toronto, Ontario diváci: 21 700 rozhodčí: Baldomero Toledo |
| David Ferreira 35' |     | 57' Conor Casey 107' (vl.) George John | BMO Field, Toronto, Ontario diváci: 21 700 rozhodčí: Baldomero Toledo |

| FC Dallas | Colorado Rapids |

| FC Dallas:       |    |                   |     |      |
|                  |    |                   |     |      |
| GK               | 1  | Kevin Hartman     |     |      |
| DF               | 6  | Jackson Gonçalves |     | 34'  |
| DF               | 14 | George John       |     |      |
| DF               | 3  | Ugo Ihemelu       |     |      |
| DF               | 5  | Jair Benítez      | 84' |      |
| MF               | 18 | Marvin Chávez     |     | 105' |
| MF               | 13 | Dax McCarty       |     |      |
| MF               | 2  | Daniel Hernández  |     |      |
| MF               | 20 | Brek Shea         |     | 64'  |
| FW               | 10 | David Ferreira    |     |      |
| FW               | 16 | Atiba Harris      |     |      |
| Náhradníci:      |    |                   |     |      |
| DF               | 19 | Zach Loyd         |     | 34'  |
| FW               | 9  | Jeff Cunningham   |     | 64'  |
| MF               | 12 | Eric Avila        |     | 105' |
| Trenér:          |    |                   |     |      |
| Schellas Hyndman |    |                   |     |      |

| Colorado Rapids: |    |                  |     |       |
|                  |    |                  |     |       |
| GK               | 18 | Matt Pickens     |     |       |
| DF               | 3  | Drew Moor        |     |       |
| DF               | 22 | Marvell Wynne    |     |       |
| DF               | 27 | Kosuke Kimura    |     |       |
| DF               | 6  | Anthony Wallace  | 41' | 90+2' |
| MF               | 20 | Jamie Smith      | 51' | 90'   |
| MF               | 11 | Brian Mullan     |     |       |
| MF               | 25 | Pablo Mastroeni  |     |       |
| MF               | 4  | Jeff Larentowicz |     |       |
| FW               | 14 | Omar Cummings    |     | 98'   |
| FW               | 9  | Conor Casey      | 84' |       |
| Náhradníci:      |    |                  |     |       |
| MF               | 15 | Wells Thompson   |     | 90'   |
| DF               | 21 | Julien Baudet    |     | 90+2' |
| FW               | 10 | Macoumba Kandji  |     | 98'   |
| Trenér:          |    |                  |     |       |
| Gary Smith       |    |                  |     |       |

#### Vítěz
| Major League Soccer 2010 Colorado Rapids 1. titul B: Ceus, Joyce, Pickens O: Baudet, Earls, Moor, Palguta, Wallace, Wynne Z: Armstrong, Kimura, LaBauex, Larentowicz, Mastroeni, Mullan, O'Brien, Smith, Thompson Ú: Akpan, Amarikwa, Casey, Cummings, Kandji, López, Schunk Trenér: Gary Smith |

## Ocenění

### Nejlepší hráči
- Nejlepší hráč:  David Ferreira (FC Dallas)
- MLS Golden Boot:  Chris Wondolowski (San Jose Earthquakes)
- Obránce roku:  Jámison Olave (Real Salt Lake)
- Brankář roku:  Donovan Ricketts (Los Angeles Galaxy)
- Nováček roku:  Andy Najar (D.C. United)
- Nejlepší nově příchozí hráč roku:  Álvaro Saborío (Real Salt Lake)
- Trenér roku:  Schellas Hyndman (FC Dallas)
- Comeback roku:  Bobby Convey (San Jose Earthquakes)
- Gól roku:  Marco Pappa (Chicago Fire)
- Zákrok roku:  Kasey Keller (Seattle Sounders FC)
- Cena Fair Play:  Sébastien Le Toux (Philadelphia Union)
- Humanista roku:  Seth Stammler (New York Red Bulls)

#### MLS Best XI 2010
| Brankář                               | Obránci                                                                                         | Záložníci | Útočníci                                                                   |
| ------------------------------------- | ----------------------------------------------------------------------------------------------- | --- | -------------------------------------------------------------------------- |
| Donovan Ricketts (Los Angeles Galaxy) | Nat Borchers (Real Salt Lake) Omar Gonzalez (Los Angeles Galaxy) Jámison Olave (Real Salt Lake) | Dwayne De Rosario (Toronto FC) Landon Donovan (Los Angeles Galaxy) David Ferreira (FC Dallas) Sébastien Le Toux (Philadelphia Union) Javier Morales (Real Salt Lake) | Edson Buddle (Los Angeles Galaxy) Chris Wondolowski (San Jose Earthquakes) |